# Alberich

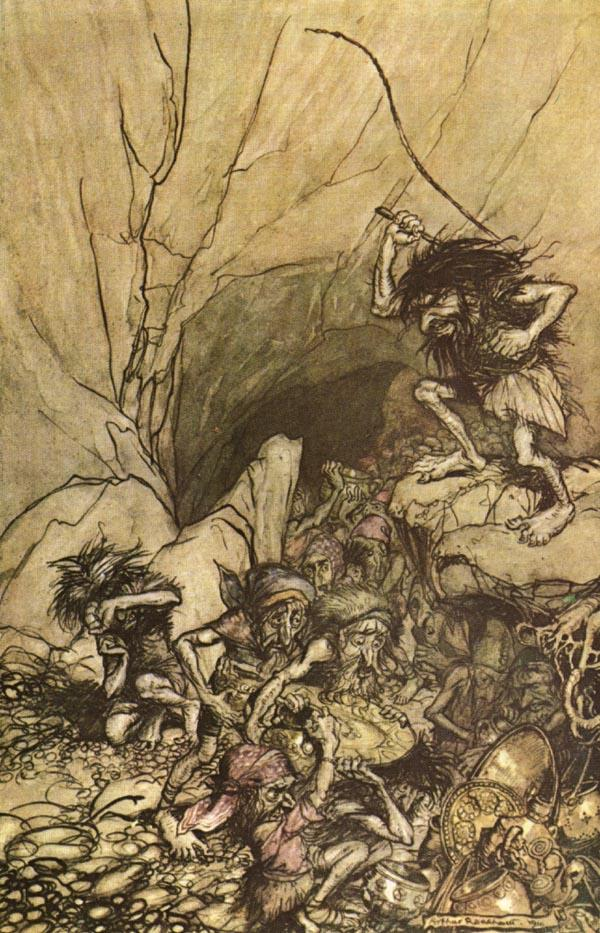
Alberich visto da Arthur Rackham.

Alberich (in Italiano "Alberico") è un nano dotato di poteri magici appartenente alla mitologia e delle saghe epiche franco merovinge nate intorno al V-VIII secolo dopo Cristo. Il nome significa letteralmente re degli elfi, ma è conosciuto anche come re dei nani. Possiede la capacità di rendersi invisibile grazie ad un cappuccio fatato (nel Canto dei Nibelunghi) o ad un elmo creato dal fratello Mime (nel ciclo de "L'Anello del Nibelungo").

## Nella mitologia germanica
Nel poema La canzone dei Nibelunghi egli è un nano che protegge il tesoro dei Nibelunghi e che viene sopraffatto da Sigfrido.
Nel ciclo di opere di Wagner L'anello del Nibelungo, Alberich è il re dei Nibelunghi, una razza di nani, ed è l'antagonista principale. Il personaggio di Wagner è basato principalmente su  La canzone dei Nibelunghi e su Andvari della mitologia norrena.
Alcuni studiosi ritengono che personaggi come Oberon ed Elegast possano essere ispirati ad Alberich.

## Nella cultura di massa

### Anime e manga
Nell'anime I cavalieri dello zodiaco il personaggio di Alberich di Megres, malvagio Cavaliere di Asgard, è parzialmente basato su Alberich.
Alberich è il nome di un nibelungo comparso nel manga Harlock Saga e nell'omonimo anime di Leiji Matsumoto.
Nella storia è fratello di Meeme, donna membro della ciurma di capitan Harlock.
Qui appare come principale antagonista assieme al re degli dei Wotan.

### Televisione
Nel film TV La saga dei Nibelunghi il personaggio è interpretato da Sean Higgs e segue le vicende della storia così come viene proposta nella sua variante germanica: assale Sigfrido per tentare di rubargli il tesoro; fallisce e per aver salva la vita gli consegna il magico Tarnhelm, un elmo magico che consente di cambiare aspetto. Successivamente preparerà, su richiesta del figlio Hagen, una pozione che farà innamorare alla follia il re di Xanten di Crimilde. Verrà poi ucciso da Hagen quando minaccerà di rivelare al re Gunther tutta la verità sulle malefatte del figlio, pronto a sottrarre il tesoro a Sigfrido e persino al suo stesso sovrano.